# Feinkornbaustahl
Feinkornbaustahl ist eine Bezeichnung für Baustähle, die sich in ihren Eigenschaften speziell zum Schweißen eignen. Sie haben eine höhere Streckgrenze und sind durch ihr feines Korn duktiler als vergleichbare Stähle. Aufgrund des negativen Einflusses von Kohlenstoff auf die Schweißeignung eines Werkstoffes beträgt der maximale Kohlenstoffgehalt bei Feinkornbaustählen weniger als 0,2 %.
Die feine Körnung im metallurgischen Gefüge wird durch Legierungselemente erreicht, deren Nitride und Carbide erst bei höheren Temperaturen in Lösung gehen. Zur Anwendung kommen Feinkornbaustähle vor allem bei hoch auf Zug beanspruchten Stahlbetonkonstruktionen, beim Bau von Kranen, Hydraulikzylindern oder anderen Schweißkonstruktionen aufgrund ihrer besonderen Schweißeignung.

## Europäische Normung
Feinkornbaustähle sind in EN 10025-3 und EN 10025-4 bei den Baustählen genormt.
Zwischenzeitlich waren diese Stahlsorten auf europäischer Ebene genormt in:
- EN 10113-1 Warmgewalzte Erzeugnisse aus schweißgeeigneten Feinkornbaustählen – Teil 1: Allgemeine Lieferbedingungen
- EN 10113-2 Warmgewalzte Erzeugnisse aus schweißgeeigneten Feinkornbaustählen – Teil 2: Lieferbedingungen für normalgeglühte/normalisierend gewalzte Stähle

| Stahlsorte               | Stahlsorte                      | Vergleichbare frühere Bezeichnungen in | Vergleichbare frühere Bezeichnungen in | Vergleichbare frühere Bezeichnungen in | Vergleichbare frühere Bezeichnungen in | Vergleichbare frühere Bezeichnungen in | Vergleichbare frühere Bezeichnungen in |
| Kurzname nach EN 10027-1 | Werkstoffnummer nach EN 10027-2 | EURONORM 113-72                        | Deutschland                            | Frankreich                             | Vereinigtes Königreich                 | Italien                                | Schweden                               |
| ------------------------ | ------------------------------- | -------------------------------------- | -------------------------------------- | -------------------------------------- | -------------------------------------- | -------------------------------------- | -------------------------------------- |
| S275N                    | 1.0490                          | FeE 275 KGN                            | StE 285                                | -                                      | -                                      | FeE 275 KGN                            | -                                      |
| S275NL                   | 1.0491                          | FeE 275 KTN                            | TStE 285                               | -                                      | 40 EE                                  | FeE 275 KTN                            | -                                      |
| S355N                    | 1.0545                          | FeE 355 KGN                            | StE 355                                | E 355 R                                | -                                      | FeE 355 KGN                            | 2134-01                                |
| S355NL                   | 1.0546                          | FeE 355 KTN                            | TStE 355                               | E 355 FP                               | 50 EE                                  | FeE 355 KTN                            | 2135-01                                |
| S420N                    | 1.8902                          | FeE 420 KGN                            | StE 420                                | E 420 R                                | -                                      | -                                      | -                                      |
| S420NL                   | 1.8912                          | FeE 420 KTN                            | TStE 420                               | E 420 FP                               | -                                      | -                                      | -                                      |
| S460N                    | 1.8901                          | FeE 460 KGN                            | StE 460                                | E 460 R                                | -                                      | FeE 460 KGN                            | -                                      |
| S460NL                   | 1.8903                          | FeE 460 KTN                            | TStE 460                               | E 460 FP                               | 55 EE                                  | FeE 460 KTN                            | -                                      |
festgelegter Mindestwert der Kerbschlagarbeit bei −20 °C; „L“: festgelegter Mindestwert der Kerbschlagarbeit bei −50 °C
Die Stahlsorten S275 und S355 sind unlegierte Qualitätsstähle, die Stahlsorten S420 und S460 legierte Edelstähle nach EN 10020.
- EN 10113-3 Warmgewalzte Erzeugnisse aus schweißgeeigneten Feinkornbaustählen – Teil 3: Lieferbedingungen für thermomechanisch gewalzte Stähle (1993)

| Stahlsorte               | Stahlsorte                      | Vergleichbare frühere Bezeichnungen in | Vergleichbare frühere Bezeichnungen in | Vergleichbare frühere Bezeichnungen in | Vergleichbare frühere Bezeichnungen in | Vergleichbare frühere Bezeichnungen in | Vergleichbare frühere Bezeichnungen in |
| Kurzname nach EN 10027-1 | Werkstoffnummer nach EN 10027-2 | EURONORM 113-72                        | Deutschland                            | Frankreich                             | Vereinigtes Königreich                 | Italien                                | Schweden                               |
| ------------------------ | ------------------------------- | -------------------------------------- | -------------------------------------- | -------------------------------------- | -------------------------------------- | -------------------------------------- | -------------------------------------- |
| S275M                    | 1.8818                          | FeE 275 KGTM                           | -                                      | -                                      | -                                      | FeE 275 KGTM                           | -                                      |
| S275ML                   | 1.8819                          | FeE 275 KTTM                           | -                                      | -                                      | -                                      | FeE 275 KTTM                           | -                                      |
| S355M                    | 1.8823                          | FeE 355 KGTM                           | StE 355 TM                             | -                                      | -                                      | FeE 355 KGTM                           | -                                      |
| S355ML                   | 1.8834                          | FeE 355 KTTM                           | TStE 355 TM                            | -                                      | -                                      | FeE 355 KTTM                           | -                                      |
| S420M                    | 1.8825                          | FeE 420 KGTM                           | StE 420 TM                             | -                                      | -                                      | -                                      | -                                      |
| S420ML                   | 1.8836                          | FeE 420 KTTM                           | TStE 420 TM                            | -                                      | -                                      | -                                      | -                                      |
| S460M                    | 1.8827                          | FeE 460 KGTM                           | StE 460 TM                             | -                                      | -                                      | FeE 460 KGTM                           | -                                      |
| S460ML                   | 1.8838                          | FeE 460 KTTM                           | TStE 460 TM                            | -                                      | -                                      | FeE 460 KTTM                           | -                                      |
festgelegter Mindestwert der Kerbschlagarbeit bei −20 °C; „L“: festgelegter Mindestwert der Kerbschlagarbeit bei −50 °C
Die Stahlsorten S275 und S355 sind unlegierte Qualitätsstähle, die Stahlsorten S420 und S460 legierte Edelstähle nach DIN EN 10020.

## Nationale Normung (zurückgezogen)
Die nationale Normung dieser Stähle erfolgte in DIN 17102 Schweißgeeignete Feinkornbaustähle normalgeglüht – Technische Lieferbedingungen für Blech, Band, Breitflach-, Form- und Stabstahl (1983-10). In der Norm sind vier Reihen aufgeführt:
- Grundreihe STE …
- warmfeste Reihe WSTE … mit Mindestwerten für 0,2 %-Dehngrenze bei erhöhten Temperaturen
- kaltzähe Reihe TSTE … mit Mindestwerten für die Kerbschlagzähigkeit bis zu Temperaturen von −50 °C
- kaltzähe Sonderreihe ESTE … mit Mindestwerten für die Kerbschlagzähigkeit bis zu Temperaturen von −60 °C

| Stahlsorte | Stahlsorte      |
| Kurzname   | Werkstoffnummer |
| ---------- | --------------- |
| STE 255    | 1.0461          |
| WSTE 255   | 1.0462          |
| TSTE 255   | 1.0463          |
| ESTE 255   | 1.1103          |
| STE 285    | 1.0486          |
| WSTE 285   | 1.0487          |
| TSTE 285   | 1.0488          |
| ESTE 285   | 1.1104          |
| STE 315    | 1.0505          |
| WSTE 315   | 1.0506          |
| TSTE 315   | 1.0508          |
| ESTE 315   | 1.1105          |
| STE 355    | 1.0562          |
| WSTE 355   | 1.0565          |
| TSTE 355   | 1.0566          |
| ESTE 355   | 1.1106          |
| STE 380    | 1.8900          |
| WSTE 380   | 1.8930          |
| TSTE 380   | 1.8910          |
| ESTE 380   | 1.8911          |
| STE 420    | 1.8902          |
| WSTE 420   | 1.8932          |
| TSTE 420   | 1.8912          |
| ESTE 420   | 1.8913          |
| STE 460    | 1.8905          |
| WSTE 460   | 1.8935          |
| TSTE 460   | 1.8915          |
| ESTE 460   | 1.8918          |
| STE 500    | 1.8907          |
| WSTE 500   | 1.8937          |
| TSTE 500   | 1.8917          |
| ESTE 500   | 1.8919          |